# 宝清镇
宝清镇，是中华人民共和国黑龙江省双鸭山市宝清县下辖的一个乡镇级行政单位。

## 行政区划
宝清镇下辖以下地区：
东关社区、建设社区、真理社区、幸福社区、双胜社区、解放社区、和平社区、亨利社区、煤电社区、岚峰社区、清河社区、建设村、和平村、真理村、双胜村、东关村、南元村、亨利村、解放村、十八里村、十二里村、连丰村、庆兰村、红新村、庄园村、郝家村、报国村、双泉村、高家村、四新村、靠山村、北关村和永宁村。